# Yangyangyangsubaljeonso
Yangyangyangsubaljeonso (koreanska: 양양양수발전소) är ett vattenkraftverk i Sydkorea.   Det ligger i provinsen Gangwon, i den norra delen av landet, 150 km öster om huvudstaden Seoul. Yangyangyangsubaljeonso ligger 280 meter över havet.
Terrängen runt Yangyangyangsubaljeonso är lite bergig. Runt Yangyangyangsubaljeonso är det ganska glesbefolkat, med 42 invånare per kvadratkilometer. I omgivningarna runt Yangyangyangsubaljeonso växer i huvudsak blandskog.